# 7並べ
7並べ（しちならべ、sevens）は、トランプゲームの一つ。多くのトランプゲームの解説本（ホイル）では、チルドレンズ・ゲーム（子供向けのゲーム）として扱われている。また、ファンタンドミノともいう。

## ジャンル
ストップ系のゲーム（＝ルールに従って場に手札を出し、早く手札をなくすことを競うゲーム）である。

## 人数
理論上は1人でも20人以上でも可能だが、4 - 10人程度が望ましい。

## 使用するもの
トランプ一組からジョーカーを抜いた52枚だが、ジョーカーを加えることもある（ワイルドカードとしてのジョーカーは後述）。

## ゲームの目的
- 定められた回数以上にパスをすることなく、誰よりも早く自分の手札をなくすこと。
- 札が全て揃っているかを確かめるため。
- 札をマーク別かつ番号順に揃えて片付けるため[1]。

## レイアウト
ゲームが進むにつれて、場にカードが順に置かれていく。この際カードはスート毎に、ランク順に並べる（Aをランク最小のカードとみなし、以下2、3{\displaystyle \cdots }J、Q、K）。ゲームが終了して全てのカードが出揃うと、スート毎に揃ったAからKまでの列が4列できる。
カードを並べる際、同じスートのカード同士はカードの長辺が互いに接するように置く。また、各スートのカードの列は、カードの短辺側が互いに接するように置く。（図参照）

## 基本ルール
これはあくまでも基本ルールで、日本での公式大会ではこのルールで行っている。
- パスは3回まで。
- 出せるカードがあっても出さなくても良い。（3回パスした人は出せるカードがあれば必ず出さなければならない。）

1. 親は各プレイヤーにカードを一枚ずつ順に、カードがなくなるまで配る。
この際、ゲームに参加しているプレイヤー数によっては、プレイヤーによって枚数に差がでることがあるが、気にせずゲームを続ける。
2. カードが配り終わったら、まず前準備として、ランクが7のカードを持っているプレイヤーは、手札からそのカードを取りだし、場に置く。4枚の7は一列に並べて置く。
3. 7の札が並べ終ったら、ゲームを開始する。ダイヤの7を出した人から（もしくはジャンケン、親から、親の隣からなど様々）順番にプレイする。以下左回り(時計回り)に各プレイヤーの番が回ってくる。

各プレイヤーは、自分の番が来たら、次のいずれかの行動を取る。
- 手札から一枚カードを場に出す。
- パスを宣言する。

手札から出せるカードには制限がある。カードを手札から出せるのは、そのカードと同スートで、ランク（数字）が一つ異なるカード、及びそのカードから7までのカードが全て場に出ている場合のみである。（J、Q、Kは11、12、13相当）
このため、場に出ているカードは7から同スートの隣り合うカードへと広がっていく形となる。
例えば今スペードの札が{\displaystyle \spadesuit }5から{\displaystyle \spadesuit }9まで場に出ている時、スペードの札で場に出せるのは、{\displaystyle \spadesuit }4と{\displaystyle \spadesuit }10だけである。
場に出せるカードを持っていない場合、プレイヤーはパスを宣言する。パスは事前に定められた回数（多くの場合3回）しかできない。(定められた回数)+1回のパスをした（3回パスしても出せるカードがない）時点で負けとなり、そのプレイヤーはゲームから脱落する（ルールの詳細は後述）。

## 順位
ゲームの途中で脱落しなかったプレイヤーの中で、最初に手札を全て使い切ったプレイヤーが優勝である。以下順に、(ゲームの途中で脱落しなかったプレイヤーの中で)、2番目、3番目{\displaystyle \cdots }に手札を全て使い切ったプレイヤーが2位、3位{\displaystyle \cdots }になる。
ゲームの途中で脱落してしまったプレイヤーの順位は、脱落していないプレイヤーの順位よりも低い。最初に脱落してしまったプレイヤーの順位が最も低く、以下2番目、3番目{\displaystyle \cdots }に脱落したプレイヤーの順位が2番目、3番目{\displaystyle \cdots }に低い。
※順位付けも地方により様々でこの限りではない。

## ルールの詳細

### 戦略的なパス
場に出せるカードがあるにもかかわらず戦略的な理由でわざとパスをしてもよい、というルールが一般的である。
{\displaystyle \spadesuit }の札を持っているのに、{\displaystyle \spadesuit }の札をわざと出さずにパスすることを、{\displaystyle \spadesuit }を止めるという。

### ゲームの途中で脱落したプレイヤーの手札の取り扱い
ゲームの途中でプレイヤーが脱落したら、そのプレイヤーの手札を全て、場の該当箇所に置いた後、残りのプレイヤーはゲームを続ける。この際脱落したプレイヤーの手札に、現時点では出せないはずの手札があっても、場に並べる。
例えば場にハートの札が{\displaystyle \heartsuit }3から{\displaystyle \heartsuit }8まで場に出ている段階で、{\displaystyle \heartsuit }10を持っているプレイヤーが脱落したとする。このプレイヤーが{\displaystyle \heartsuit }9を持っていなければ、{\displaystyle \heartsuit }8の隣りに（将来{\displaystyle \heartsuit }9を置くために）カード一つ分の間を空けて、{\displaystyle \heartsuit }10を置く。
誰かが脱落した後のプレイにおいても、手札から出せるカードのルールは変わらない。カードを手札から出せるのは、そのカードと同スートの7の札とそのカード自身とを結ぶ札がすでに場に出ている場合だけである。
例えば今スペードの札が{\displaystyle \spadesuit }5～{\displaystyle \spadesuit }8と{\displaystyle \spadesuit }Jとが場に出ている時、スペードの札で場に出せるのは、{\displaystyle \spadesuit }4と{\displaystyle \spadesuit }9だけである。{\displaystyle \spadesuit }10や{\displaystyle \spadesuit }Qは{\displaystyle \spadesuit }7と結ばれていないので出すことはできない。（ローカルルールによっては出せる場合がある）

## オプショナル・ルール

### ワイルドカードとしてのジョーカー
ジョーカーを一枚または二枚追加してゲームを行う。ジョーカーはワイルドカードとしての役目を果たす。ジョーカーを持っているプレイヤーは、自分の番であれば任意の時に、通常の札を出す代わりにジョーカーを場に置くことができる。ババ抜きと同じく、最後にジョーカーを持っていたプレイヤーは負けとなる(ジョーカーで上がったりジョーカーだけを残すと反則負けとなるルールもある。)が、前述の通り、プレイヤーの誰かが4回目のパスをして脱落した場合はジョーカーを持っているプレイヤーでも最下位ではない順位となる。
プレイヤー(以下Aと呼ぶ)がジョーカーを置いたら、ジョーカーが置かれた位置のカードを持っているプレイヤーはすぐにその位置のカードを出し、代わりにジョーカーを手札に加えなければならない。ただルールによってはジョーカーを受け取るか任意で選択できるようにしている場合もある。
例えば、プレイヤーAがジョーカーを{\displaystyle \diamondsuit }5の位置に置いたら、{\displaystyle \diamondsuit }5を持っているプレイヤーはジョーカーの位置に{\displaystyle \diamondsuit }5を置き、ジョーカーを引き取らなければならない。
プレイヤーAがジョーカーを置くことができるのは、現時点でプレイできるカードの位置だけである。例えばハートのカードが{\displaystyle \heartsuit }4から{\displaystyle \heartsuit }Jまでしか場に出ていなかった場合、プレイヤーAは{\displaystyle \heartsuit }2の位置にジョーカーを置くことはできない。ハートでプレイヤーAがジョーカーを置けるのは、{\displaystyle \heartsuit }3か{\displaystyle \heartsuit }Qだけである。
ジョーカーの位置のカードが出されたら、プレイヤーAの左隣のプレイヤーの番に移る。
ルールによっては、ジョーカーは単独で使わず、場に出したいカードの間を埋める形で使用する。上記の例で言えば、プレイヤーAが{\displaystyle \heartsuit }2を出したい場合に、{\displaystyle \heartsuit }4の隣にジョーカー・{\displaystyle \heartsuit }2の順に並べて配置する。{\displaystyle \heartsuit }3を持っているプレイヤーはジョーカーの位置にカードを出し、代わりにジョーカーを手札に加えなければならない。このルールでは条件を満たすカードが無いとジョーカーを出せないため、場に出ているカードから一つ飛ばしたカードが無いような終盤にジョーカーを持っていると負けが確定する。
ローカルルールとして、2ゲーム以上続けて行う場合、2回目以降に最初にジョーカーを持つのは必ず前のゲームの敗者（最後までジョーカーを持っていたプレイヤー）とする場合がある。
カラーの絵柄のジョーカーを「良いジョーカー」、モノクロの絵柄のジョーカーを「悪いジョーカー」とするルールも存在する。ジョーカーをゲームの最後に所持していたプレイヤーは負けとなるが、「悪いジョーカー」を所持していたプレイヤーを最下位とし、「良いジョーカー」を所持していたプレイヤーがブービーとなる。ジョーカーが置かれた位置のカードを持っているプレイヤーはすぐにその位置のカードを出す点は一般的なオプショナルルールの通りだが、「良いジョーカー」の場合は代わりにジョーカーを手札に加えなければならないとし、一方で「悪いジョーカー」の場合はジョーカーの引き取り手を既に手札が無くなりアガリとなっているプレイヤーを除く全プレイヤーが参加するジャンケンにて勝利したプレイヤーとする。アガリとなっているプレイヤーも任意でジャンケンに参加するルールが採用される場合もある。また、ゲームの最終フェーズにこのジャンケンが発生した場合はアガリとなっているプレイヤーも含め全プレイヤーが半強制的にジャンケンに参加することとなるオプショナルルールも存在し、その際に行われるジャンケンは「 Final settlement rock-paper-scissors（決算ジャンケン)」と称される。

### AKリンク
A/Kは「隣り合った」ランクであるとみなす。すなわち♠の7からKまでが場に出ている時には♠のAを場に出すことが許されるし、♠の7からAまでが場に出ている時には♠のKを場に出すことが許される。
♠のAとKとが場に出ている時、♠のAとKとはつながっているという。
♠の7からKまでが場に出たら、以後順に♠の2,3,4{\displaystyle \cdots }を場に出すことができるし、♠の7からAまでが場に出たら、以後順に♠のQ,J,10{\displaystyle \cdots }を場に出すことができる。
♠の7からKまでが場に出た状態で、♠の6,5,4{\displaystyle \cdots }側にカードをつなげたり、♠の7からAまでが場に出た状態で、♠の8,9,10…側にカードをつなげたりする行為が許されるルールの方が一般的である。

### トンネル
AKリンク同様、A/Kは「隣り合った」ランクであるとみなす。とみなす。しかし、♠の7からKまでが場に出た状態で、♠の6,5,4{\displaystyle \cdots }側にカードをつなげたり、♠の7からAまでが場に出た状態で、♠の8,9,10…側にカードをつなげたりする行為を許さない場合、♠のAとKがつながった場合に、♠を止めているプレイヤーが逆に不利となるルールである。ハンゲームではこれをトンネルルールという。

### お化け
ゴーストというゲームから入った、日本特有のオプショナル・ルールである。
ゲームからまだ脱落していないプレイヤーはゲームから脱落したプレイヤーと会話してはならない（脱落したプレイヤーはあの手この手で脱落していないプレイヤーとの会話を試みる）。もし脱落したプレイヤーと会話してしまったら、脱落したプレイヤーと会話してしまったプレイヤーとの立場が入れ替わる。脱落したプレイヤーは会話してしまったプレイヤーの手札を使ってゲームに復帰し、逆に会話してしまったプレイヤーはゲームから脱落したものとみなされる。
お化けのルールを採用した場合、どの時点でゲームから脱落したとみなすべきかは難しい。ゲームが終了していた段階で脱落したプレイヤー同士順位の決めに関して固定的なルールはない。

### コンボ
2～3人でのプレイ時に戦略性を持たせる為に採用される。
手番にカードを出した際、そこに隣接するカードを手札から連続で出しても良いとする。
例として、自分の手番にスペードの8を出し、更にスペードの9,10,Jを出すというもの。
2枚目以降は1コンボ、2コンボとカウントする。ターン終了時には、コンボ数と同枚数の任意の手札を次プレイヤーに譲渡できる。
（上記の例では、追加分スペードの9,10,J分=3コンボ=3枚譲渡）

### センター変更
手札を配り終えた時、各プレイヤーが一斉に7を場に出す代わりに、前のゲームで最下位だったプレイヤーはセンターにしたい数字を1つ選ぶ。そうしたのであれば各プレイヤーは指定された数字を一斉に場に出す。指定された数字の{\displaystyle \diamondsuit }を持っていたプレイヤーを先手とする
。
ジョーカーを選択してはならない。
前のゲームが無い最初のゲームに限り、センターは7である。

### パスの上乗せ
カード配布直後の各プレイヤーがその手札から7を場に出した時、そのプレイヤーが出した7の枚数の分だけゲーム中に出来るパスの回数を加算する。
例えば通常なら3回まで出来るパスであれば、7を1枚出したプレイヤーは1回を加算して4回までパスが出来る。2枚出したのであれば5回まで。

## 歴史
日本の7並べは外国のファンタン(fantan)というゲームが元になっている。ファンタンのルールは日本の7並べとほとんど同じである。ただし、7並べでは事前に7を全て並べてからゲームを開始するのに対し、ファンタンでは場に一枚もカードがない状態からゲームを始める。7の札を持ったプレイヤーは、自分の番が来たときに7を場に出す権利を持っている。誰かが7を場に出したら、皆はその♠の札を7につなげることができる。

## ローカルルール

### 殺しの7並べ
殺しの7並べという名称が一般的だが、陰険7並べ、封鎖の7並べと呼ぶ事もある。
以下、仮に{\displaystyle \spadesuit }、{\displaystyle \heartsuit }、{\displaystyle \diamondsuit }、{\displaystyle \clubsuit }の順に7のカードが並べられているとしてルールの説明をする。
主に以下の二点において通常の7並べと異なる:
1. 出す事を許されるカードの種類
2. カードの「死」という概念

殺しの7並べで出すことができる札は、通常の7並べで出せる札よりもずっと多い。各プレイヤーは自分の番が回ってきた時、以下の条件を満たすカードを出すことができる:
- そのカードに上下左右もしくは斜めに接するカードがすでに場に出ている。

例えば{\displaystyle \heartsuit }10を出すことができるのは、{\displaystyle \heartsuit }9、{\displaystyle \heartsuit }J、{\displaystyle \spadesuit }10、{\displaystyle \diamondsuit }10、{\displaystyle \spadesuit }9、{\displaystyle \spadesuit }J、{\displaystyle \diamondsuit }9、{\displaystyle \diamondsuit }Jのいずれかの札がすでに場に出ている時に限る。
カードXがまだ場に出されていない状態で、カードXと上下左右に接する札が全て場に出ている時、カードXは死んでいるカードと呼ばれる。死んでしまったカードは場に出すことはできない。
手札が全て死んでしまったカードのみになったプレイヤーはゲームから抜ける。通常の7並べと同様、定められた回数以上にパスをしたプレイヤーはゲームから脱落する。全員がゲームから抜けるか脱落するかした段階でゲームは終了である。

#### 勝敗
脱落していないプレイヤーの中で、手札として持っている死んでしまったカードの枚数が最も少ないプレイヤーが優勝である。二人のプレイヤーが持っている死んでしまったカードの枚数が同じ時は、先にゲームから抜けたプレイヤーの方が順位が高い。
通常の7並べと異なり、（死んでしまったカードの枚数が同じでない時は）、いつゲームから抜けたのかにかかわらず順位が決まることに注意されたい。
ゲームから脱落してしまったプレイヤーの順位の決め方は、通常の7並べと同じである。

##### 隅や角にあるカードの取り扱い
場の外側は「壁」で囲まれているものとみなし、隅や角にあるカードはそれぞれ3方向、2方向を囲まれたら死んだものとみなす。
例えば{\displaystyle \spadesuit }8は、{\displaystyle \spadesuit }7、{\displaystyle \spadesuit }9、{\displaystyle \heartsuit }8が場に出そろった段階で死に、{\displaystyle \spadesuit }Aは、{\displaystyle \spadesuit }2、{\displaystyle \heartsuit }Aが出そろった段階で死ぬ。

#### 死の定義に関するもの
死の定義に関して以下の2種類の地方ルールがある。
- 上下左右全てが囲まれなくとも、左右のみ出そろった段階で死んだとみなす。
- 3枚以下のカードが一辺に囲まれた場合、囲まれたカードは全て死んだものとみなす。

第2のルールを例で説明する。例えば{\displaystyle \heartsuit }A、{\displaystyle \heartsuit }4、{\displaystyle \spadesuit }2、{\displaystyle \spadesuit }3、{\displaystyle \diamondsuit }2、{\displaystyle \diamondsuit }3が出そろった段階で{\displaystyle \heartsuit }2、{\displaystyle \heartsuit }3は両方とも死ぬ。

##### 死んだ札の取り扱いに関するもの
手札として保管せず、死んだ段階で、場の札とまざらないように自分の真下に置いておく。表向きに置く、というルールと裏向きに置くというルールとがある。

## 慣用句
通常の7並べで8を持って邪魔する人から転じて、買う気もないのに物を無駄に取り置きしたり、大して興味のない他人に独占欲を抱く人のことを「エイトキーパー」と呼ぶ。